# 엘리스파크 아레나
엘리스파크 아레나(Ellis Park Arena)은 남아프리카 공화국 요하네스버그에 위치한 실내 경기장이다. 2015년에 NBA 아프리카 게임을 개최했다.
| NBA 아프리카 게임 개최 경기장 |                          |             |
| 이전                          | 2015년 엘리스파크 아레나 | 2017년      |
|                               | 2015년 엘리스파크 아레나 | 티켓프로 돔 |
|                               |                          |             |
|                               |                          |             |